# Toyota Aurion
Toyota Aurion - samochód osobowy klasy średniej produkowany przez Toyotę w Australii i południowych rejonach Azji w latach 2006- 2017. Samochód został oparty na modelu Camry XV40, zmodyfikowano pas przedni i tylny nadwozia oraz kabinę pasażerską. W niektórych państwach Azji południowej Aurion sprzedawany był pod nazwą Toyota Camry.